# 镫

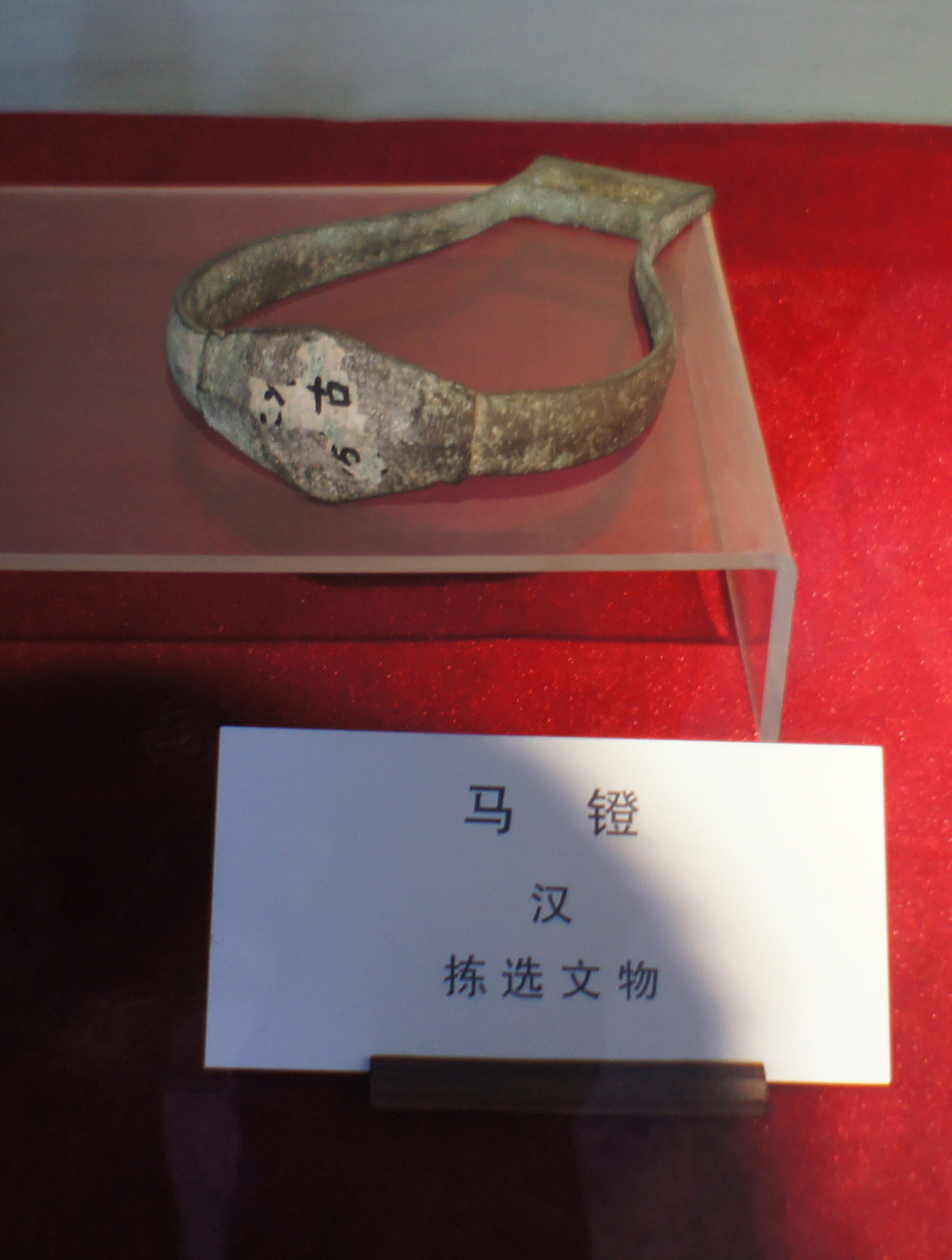
汉朝单马镫，现存于原山西博物馆。

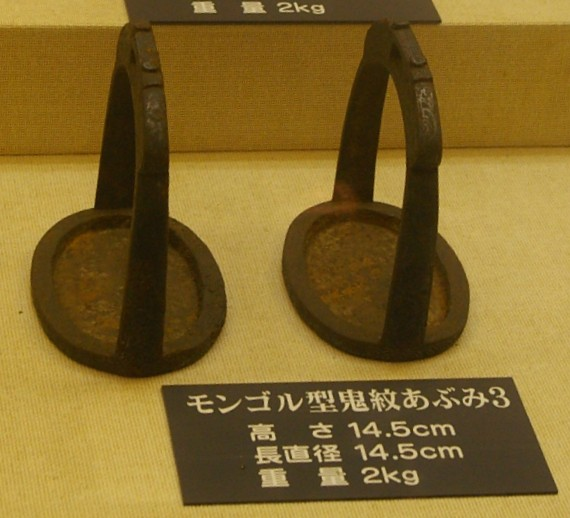
蒙古型鬼紋马镫
「元寇史料館」

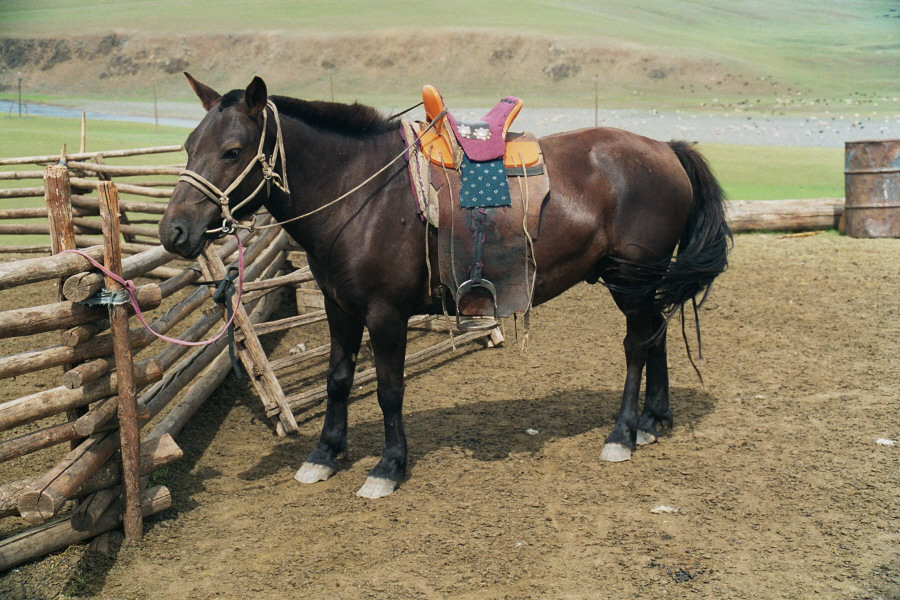
全套馬具:籠頭、韁繩、馬鞍和蹬

镫是一个平底的环形物，用皮带固定，悬挂于骑乘动物（主要是马，也包括骡等马科动物）上鞍的两边，供骑者放置双脚，也可以辅助骑者上下。使用镫使骑者更容易在鞍上坐稳，也更容易控制马匹，从而能够解放双手，在马上做出各种动作，这使骑乘动物在交通、通信和军事上开始发挥更加重要的作用。

## 马镫
马镫被认为创造和传播现代文明的主要工具之一，其重要性有人认为可以与车轮和印刷术相提并论。马镫的使用还被一些历史学家认为导致了欧洲封建制度的诞生。
目前世界存世最早的马镫实物，是1965年出土于中国辽宁省北票市冯素弗石椁墓中的双馬鐙，相信比欧洲出土同一物件年份早300年以上，屬於世界發現追溯年代最早的双马镫实物。
也有学者认为，马镫是由中亚的游牧民族萨尔马提亚人于公元前1世纪发明，并很快传给其他中亚民族。此外，还有趾镫、单镫等类似马镫的物品，是否马镫的前身，也有争议。

## 马脚扣争议
马镫的起源至今仍无定论。有人认为马镫的原始形式脚扣（环形物，可以塞入大脚趾）可能在公元前2世纪末的印度就已经出现，适合较热气候下光脚的骑者，但脚扣是否马镫的前身存在争议。有人认为，印度中央邦Junapani遗址出土的一对巨大的弯曲铁条被认为是马镫，但存在争议。

## 中國的马镫考古
2004年11月，西安南郊出土了西汉大型宫廷壁画，经过文物学者辨别，画中人物已经使用了马镫。
1993年在吉林市郊故夫余国境内的帽儿山墓地进行深入性发掘中在18号墓中出土了一副西汉初年的单马镫，用铜片夹裹木芯，以铆钉缀合加固。这是中国出土年代较早的马镫，现藏于原山西博物馆。
1966年在南京象山发现东晋琅琊王氏家族墓群，因文革考古人员被批斗；1970年在周恩来支持下进行发掘在7号墓中出土了一件东晋永昌元年（322）装双镫的陶马，这件陶马的双镫是已知最早的双马镫。 
1965年在辽宁北票西官营子发掘了北燕冯素弗墓，墓中出土了一副双马镫形状近似三角形角部浑圆在木芯外面包镶着鎏金的铜片，这是最早的涂有颜色的双马镫。

## 外部参考
- 马镫的发明与人物双狮纹金饰牌考
- 走出匈奴文化的误区